# Arthur Defensor Jr.
Arthur Rivera Defensor, detto Arthur Defensor junior o Toto (8 ottobre 1969), è un politico filippino.
È stato membro della Camera dei rappresentanti, per il terzo distretto di Iloilo, dal 2010 al 2019. 

## Biografia
Fa parte del clan politico dei Defensor: il padre Arthur Sr. e il fratello Lorenz sono stati membri del Congresso filippino, mentre la cugina Miriam Defensor-Santiago è stata senatrice e candidata alle presidenziali del 1992, 1998 e 2016.
Nell'ottobre 2009 annuncia ufficialmente la candidatura alla Camera dei rappresentanti delle Filippine per le elezioni parlamentari del 2010. Viene eletto deputato nel maggio seguente, prendendo il posto del padre, e mantiene l'incarico per tre mandati consecutivi.
In scadenza di mandato, nel maggio 2019 viene eletto Governatore di Iloilo ottenendo 479 081 voti contro i 391 403 dell'avversario Ferjenel Biron.